# لورين برلنت
لورين برلنت (بالإنجليزية: Lauren Berlant)‏ (مواليد 1957)، أستاذة في جامعة شيكاغو منذ عام 1984. حصلت على شهادة الدكتوراه من جامعة كورنيل. وتتناول في مؤلّفاتها العديدة قضية الجنسية (citizenship) والثقافة الشعبية الأمريكية.
كما أنها تعتبر من أهم الباحثين في دراسات المشاعر اليومية والأحاسيس العادية.
وهي من أبرز الناشطين في ما يسمّى بـ«جماعة المشاعر العامة» والتي تهتم بتداخل المشاعر والأحاسيس البشرية في الحياة السياسية في الولايات المتحدة. ومنها هذه المشاعر: الملل، والكلل، والترفّع الأكاديمي.